# John den Dunnen
John den Dunnen (Papendrecht, 22 juli 1972) is een Nederlands voormalig voetballer.
Nadat hij in de jeugd bij Drechtstreek gespeeld heeft kwam hij via de jeugd van Feyenoord bij Sparta Rotterdam terecht waar hij op 22-jarige leeftijd debuteerde uit tegen FC Twente. Na vijf jaar in de Eredivisie werd hij verhuurd aan FC Zwolle, waar hij twee jaar speelde en kampioen werd van de eerste divisie.
Daarna keerde hij terug naar de regio en speelde nog 4 seizoenen voor FC Dordrecht.
Sinds 2007 speelde hij voor zondag-B hoofdklasser Papendrecht. Begin januari 2010 maakt hij bekend dat hij terugkeert naar zijn jeugdliefde Drechtstreek, uitkomend in de zaterdag 2e klasse. Na een aantal seizoenen hoofdcoach te zijn geweest werd op 11 maart 2014 bekend dat Den Dunnen vanaf het seizoen 2014/15 de A1 van Barendrecht zal gaan trainen.

## Clubstatistieken
| Seizoen | Club             | Competitie     | Wedstrijden | Doelpunten |
| ------- | ---------------- | -------------- | ----------- | ---------- |
| 1995/96 | Sparta Rotterdam | Eredivisie     | 1           | 0          |
| 1996/97 | Sparta Rotterdam | Eredivisie     | 14          | 1          |
| 1997/98 | Sparta Rotterdam | Eredivisie     | 26          | 4          |
| 1998/99 | Sparta Rotterdam | Eredivisie     | 29          | 4          |
| 1999/00 | Sparta Rotterdam | Eredivisie     | 13          | 2          |
| 2000/01 | FC Zwolle        | Eerste divisie | 26          | 8          |
| 2001/02 | FC Zwolle        | Eerste divisie | 24          | 1          |
| 2002/03 | FC Dordrecht     | Eerste divisie | 28          | 3          |
| 2003/04 | FC Dordrecht     | Eerste divisie | 30          | 1          |
| 2004/05 | FC Dordrecht     | Eerste divisie | 26          | 1          |
| 2005/06 | FC Dordrecht     | Eerste divisie | 31          | 2          |
| Totaal  | Totaal           | Totaal         | 249         | 27         |

## Erelijst
| Nationaal               |    |         |
| Kampioen Eerste Divisie | 1x | 2001/02 |